# Maximilian Klinkowski
Maximilian Klinkowski (24 de mayo de 1904, Berlín - 22 de junio de 1971 ibíd.) fue un fitomédico alemán. Después de la Segunda Guerra Mundial, se reconstruyó el antiguo brazo del Imperial Instituto Biológico de Agricultura y Bosques, en una institución de investigación independiente, en Aschersleben, de la Academia de Ciencias Agrícolas. Su especialidad fue la fitovirología.

## Vida
Era hijo de un maestro sastre, y de 1919 a 1921 estudió ciencia agrícola, después de pasar el abitur. En 1924 trabaja en el Colegio de Agricultura en Berlín. Se graduó en 1929 con una disertación en la fisiología de la avena. Por Otto Appel comenzó su especialización en fitomedicina. De 1929 a 1939 trabajó en el Imperial Instituto de Agricultura Biológica y Forestal en Berlín-Dahlem, por primera vez en el Laboratorio de Botánica, y desde 1933 en el Instituto de Fitomejoramiento y genética. En 1939 fue nombrado consejero gubernamental y ese mismo año reclutado en el ejército. En 1941 fue director del Instituto de Fitopatología en el Instituto de Investigaciones Agropecuarias de Riga. En 1942 se habilitó en la Facultad de Agricultura y Horticultura de la Universidad Humboldt de Berlín como docente de cosechas y de agronomía.
En 1945 Klinkowski fue gestor de la sucursal en Aschersleben del Instituto Central de Ciencias Biológicas (ex Instituto Biológico Imperial), expandiéndose en un importante centro fitomédico. En el "Instituto de Fitopatología del Instituto Central de Ciencias Biológicas de la Academia de Ciencias Agrícolas de la RDA en Berlín obtuvo el reconocimiento mundial del centro de investigación. De 1951 a 1969 fue director del Instituto. Al mismo tiempo fue profesor hasta 1964 como presidente y director del Instituto de Fitopatología de la Universidad de Halle-Wittenberg.

## Prioridades de investigación
Durante el tiempo que trabajó en el Instituto Imperial Biológica en Klinkowski con problemas fisiológicos y ecológicos en la agricultura. Su atención se centró en los estudios botánicos, el cultivo y las enfermedades de los cultivos forrajeros. En 1937 llevó a cabo una expedición científica por España, Portugal, norte de África examinando diversas formas silvestres y cultivadas de forrajeas.
En Aschersleben, Klinkowski trabajó con un gran equipo de científicos, formados en gran parte en la Universidad de Halle, sobre todo en el campo de la virología vegetal. De manera ejemplar alentó a su personal para colaboraciones fructíferas. Sus listas de publicaciones incluyeron cerca de 200 publicaciones científicas en revistas.
Junto con Erich Köhler, trabajó en el volumen de 700 pp. "Die Viruskrankheiten". Con Paul Sorauer: "Manual de Enfermedades de las Plantas", de 1954, cuando apareció como el más completo en habla alemana. En 1958, en dos vols.: "Pflanzliche Virologie" (1958). Trabajó de manera conjunta con Rudolf Schick y otros, publicando en dos volúmenes monumentales: "Die Kartoffel (La papa)", de 1961-1962. Erich Ernst editó en tres volúmenes, el Manual de "Phytopathologie und Pflanzenschutz" (1965-1968; 2ª ed. en 1974 y en 1976). También fue coeditor desde 1954 de la "Phytopathologischen Zeitschrift", y consejero editorial de otras revistas.

## Honores y premios
- 1952 miembro de pleno derecho de la Academia de Ciencias Agrícolas de la RDA, en Berlín
- 1958 miembro de pleno derecho de la Deutschen Akademie der Naturforscher Leopoldina
- 1960 miembro de pleno derecho de la Academia de Ciencias de Sajonia, en Leipzig
- 1960 Premio nacional de la RDA
- 1964 Medalla al Mérito de la RDA
- 1965 miembro de pleno derecho de la Academia de Ciencias de la RDA, en Berlín
- 1965 doctor honoris causa por la Universidad de Hohenheim
- 1967 Miembro extranjero de la Academia de Ciencias de Polonia
- 1969 Medalla Erwin-Baur de la Academia de Ciencias Agrícolas de la RDA

## Algunas obras
- Fichtelgebirgshafer und v. Lochows Gelbhafer. Ein physiologischer Vergleich. Diss. Landw. Hochsch. Berlín 1929. – Zugl. in: Angewandte Botanik 11: 127-190

- Pflanzliche Konstitutionslehre. Dargestellt an Kulturpflanzen. Con F. Merkenschlager. Verlagsbuchhandlung Paul Parey Berlín. 74 pp. 1933

- Kranke luzerne. Con Hans Lehmann. Ed. J. Neumann, 132 pp. 1937

- Entwicklung und Problematik der pflanzlichen Virusforschung. Verlag Hirzel Leipzig 1953 = Sitzungsberichte der Deutschen Akademie der Landwirtschaftswissenschaften zu Berlín 2 ( 3)

- Die Viruskrankheiten, bearbeitet von E. Köhler und M. Klinkowski. In: Handbuch der Pflanzenkrankheiten, begründet von Paul Sorauer. Verlag Paul Parey Berlin 1954, 6ª ed. vol. 2

- Pflanzliche Virologie. Herausgegeben von M. Klinkowski und Mitarbeiter. 2 vols. Akademie-Verlag Berlin 1958

- Die Kartoffel. Herausgegeben von R. Schick und M. Klinkowski. 2 vols. y otro de índice. VEB Deutscher Landwirtschaftsverlag Berlín. 1.099 pp. 1961/1962

- Phytopathologie und Pflanzenschutz. Eds. M. Klinkowski, E. Mühle & E. Reinmuth. 3 vols. Akademie-Verlag Berlin 1965-1968; vol. I: Grundlagen und allgemeine Probleme der Phytopathologie und des Pflanzenschutzes (1965); vol. II: Krankheiten und Schädlinge landwirtschaftlicher Kulturpflanzen (1966); vol. III: Krankheiten und Schädlinge gärtnerischer Kulturpflanzen 1968. 2ª ed. revisada y ampliada. E ibíd en 1974-1976

- Wirtspflanzen der Viren und Virosen Europas. Nova acta Leopoldina 2: Supplement. Con Klaus Schmelzer, Peter Wolf. Ed. Barth, 262 pp. 1971

- Pflanzliche Virologie: Einführung in die allgemeinen Probleme. Con Klaus Schmelzer, Dieter Sparr. 3ª ed. de Akademie-Verlag, 1980

## Literatura
- H. Richter. Maximilian Klinkowski 1904-1971. In: Phytopathologische Zeitschrift 72: 1-10, 1971 (con imágenes y lista de publicaciones)

- A. Hey. Zum Gedenken an Maximilian Klinkowski * 24.5.1904 † 22.6.1971. En: Nachrichtenblatt für den Pflanzenschutz in der DDR. Neue Folge 25: 149-152 (con imagen)

- R. Bercks. In memoriam Professor Dr. M. Klinkowski. En: Anzeiger für Schädlingskunde und Pflanzenschutz 44: 175 (con imagen)

- A. Hey. Maximilian Klinkowski 24.5.1904 – 22.6.1971. En: Jahrbuch der Sächsischen Akademie der Wissenschaften zu Leipzig 1971-1972. Akademie-Verlag Berlin 1974: 267-280 (con imágenes y lista de publicaciones)

- Dieter Spaar, Hans Joachim Müller. Maximilian Klinkowski zum Gedenken. En: Archiv für Phytopathologie und Pflanzenschutz 10: 221-224. 1974
- La abreviatura «Klink.» se emplea para indicar a Maximilian Klinkowski como autoridad en la descripción y clasificación científica de los vegetales.[1]